# Armadillidium teramense
Armadillidium teramense är en kräftdjursart som beskrevs av Karl Wilhelm Verhoeff 1933. Armadillidium teramense ingår i släktet Armadillidium och familjen klotgråsuggor. Inga underarter finns listade i Catalogue of Life.